# Odiel
El río Odiel es un río del sur de España perteneciente a la cuenca atlántica de Andalucía, que nace en la sierra de Aracena, a 660 m de altitud, en un lugar llamado Marimateos. Desemboca en la ría de Huelva, donde en la llamada Punta del Sebo confluye con el río Tinto. 
Tiene una longitud de 128 km y su cuenca ocupa una extensión de 2310 km². El amplio estuario de su desembocadura alberga las marismas del Odiel, una de las zonas mareales más importantes de Andalucía que acoge sobre todo en invierno a una enorme concentración de aves como la mayor colonia de Europa de cría de espátulas (pues un 30 % de ellas anida en este espacio), flamencos, anátidas, garzas reales, garzas imperiales, grullas, cigüeñas negras, lirón careto y rapaces como el águila pescadora y el aguilucho lagunero. 

## Historia
Fue denominado Urius durante el Imperio romano siendo su desembocadura un importante foco comercial como demostró el conocido hallazgo arqueológico fenicio y griego denominado "Depósito de la ría de Huelva" fechado en el 1000 a. C.,
A su paso por Gibraleón, el río Odiel anteriormente a 1905 era de agua dulce. Sus aguas fueron contaminadas con los residuos de las minas de Tharsis, Torerera y Sotiel Coronada, desapareciendo los peces, inutilizándose las arenas del lecho e inhabilitándose el agua para el riego. Hasta este punto el río era navegable para barcos de vela de regular tamaño, desde la ría de Huelva hasta el lugar conocido por El Molinillo, donde estaba el puente del ferrocarril a Ayamonte, proveyéndose estos barcos de agua potable en la fuente más próxima al embarcadero, conocida por la Fuente de Plata. Estos veleros hacían el transporte hasta Cádiz de los frutos de esta tierra, tales como higos, almendras, aceitunas, cereales, vino, aceite y naranjas.
Antes de construirse el ferrocarril de Tharsis, los minerales de esta mina se transportaban desde allí a través del camino vecino que había por Alosno, San Bartolomé de la Torre, por el Portachón hacia el embarcadero de El Charco, próximo a la finca Las Herrumbres. Este transporte se hacía en carros de yugo que había en el pueblo. Con el estímulo de estos transportes de mineral vinieron muchas familias desde Valencia, Murcia y Alicante que se quedaron vinculadas a las riberas del Odiel.

## Curso
El Odiel nace en la sierra de Aracena, en un paraje conocido como paraje de Marimateo, dentro del parque natural de Sierra de Aracena y Picos de Aroche, en el municipio de Aracena. Su recorrido tiene una orientación NE-SO hasta la altura del embalse del Sancho donde gira para continuar en dirección N-S hasta la ría de Huelva. Sus afluentes principales por la orilla derecha las riveras de Santa Eulalia, Seca, Esca-lada, Olivargas, el río Oraque y el río del Meca. Por el margen izquierdo, los afluentes son de menor importancia siendo solo destacable el arroyo Agrio y la rivera del Villar. El Olivargas y el Meca están regulados por los embalses de Olivargas y El Sancho y el Odiel por el embalse Perejil-Odiel. Los dos principales afluentes son el río Oraque que con sus 53 km es el principal con diferencia y el río del Meca (41 km).
La cuenca del Odiel se caracteriza por su aridez, y su cauce estrecho y escarpado, hasta llegar a las cercanías de Gibraleón, donde se ensancha considerablemente y se bifurca abriéndose en extensas marismas, bajo la influencia del agua marina.

## Contaminación minera
La cuenca del río Odiel drena materiales de la faja pirítica ibérica, región metalogénica que contiene importantes yacimientos de sulfuros que han sido explotados intensamente, entre los cuales sobresalen las minas Concepción, Esperanza, Poderosa, San Miguel, Sotiel, Angostura, Almagrera, Buitrón o Tinto-Santa Rosa. Como consecuencia existen por toda la cuenca grandes volúmenes de residuos mineros en los que se produce la oxidación de los sulfuros y se genera un lixiviado con una gran concentración en metales tóxicos y acidez conocido como drenaje ácido de minas (AMD en sus iniciales en inglés). Como consecuencia, la mayor parte de su red fluvial está intensamente degradada por AMD y el Odiel supone el principal aporte de contaminantes a la ría de Huelva y el golfo de Cádiz.